# Ramble On

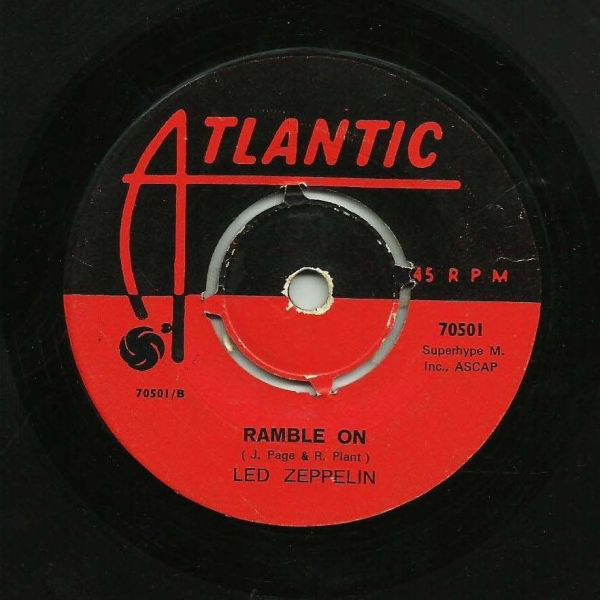

Ramble On è una famosa canzone del gruppo inglese Led Zeppelin. È contenuta nel loro secondo album Led Zeppelin II. La canzone è stata inserita al 440º posto nella lista delle 500 migliori canzoni di tutti i tempi redatta dalla rivista statunitense Rolling stone.

## Descrizione
Il brano è uno dei più intensi composti del gruppo di Londra, di notevole influenza in quanto riproponente lo schema della power ballad, alternante parti morbide e soffuse a esplosioni di vero e proprio hard-rock, introdotto dal gruppo e avente il suo primo episodio nella celebre Babe I'm Gonna Leave You, presente nel disco d'esordio della band. Attualmente figura alla posizione 433 nella lista delle 500 migliori canzoni secondo Rolling Stone.
Si apre con un pezzo suonato con la chitarra acustica da Jimmy Page in cui si sente molto il basso di John Paul Jones; per il ritornello e l'assolo il chitarrista ha invece usato la sua Fender Telecaster Dragon, chitarra che usava prima di passare alla più celebre Gibson Les Paul.
Si è molto speculato sul tipo di supporto di percussione utilizzato da Bonham come sottofondo lungo tutto l'arco del brano, vista la peculiare sonorità che se ne coglie. Non esistono versioni concordanti al proposito: taluni parlano di un piccolo bidoncino di plastica per i rifiuti suonato con le mani dal lato del fondo, altri del sedile della sua batteria percosso con le bacchette o addirittura delle suole delle scarpe che aveva indosso durante la sessione di registrazione e percosse in modo cadenzato con le bacchette della batteria; il libro John Bonham: A Thunder of Drums parla invece di una custodia rigida per chitarra su cui Bonham improvvisò delle percussioni di sottofondo a mani nude.

## Cover
- La rock band statunitense Train ha registrato una cover della canzone, pubblicata come singolo nel gennaio 2001. Il produttore Brendan O'Brien ha sentito la versione dei Train e ha acconsentito la produzione del secondo album della band, Drops of Jupiter. Egli ha in seguito prodotto altri due album, My Private Nation e For Me, It's You.
- La cantante statunitense Anastacia ne ha registrato una cover per il proprio album di cover rock maschili It's a Man's World pubblicato nel 2012.

## Curiosità
- La canzone contiene numerosi rimandi alle opere di Tolkien, famoso scrittore inglese, autore del Signore degli Anelli.
- La canzone è sempre stata eseguita nei live incompleta: molte volte, infatti, introduceva un altro brano. È stata suonata per intero invece alla riunione dei Led Zeppelin il 10 dicembre 2007 alla The O2 Arena.
- Ramble on è la canzone preferita di Dean Winchester[senza fonte], uno dei personaggi principali del serial tv Supernatural, interpretato da Jensen Ackles.